# SugarCRM

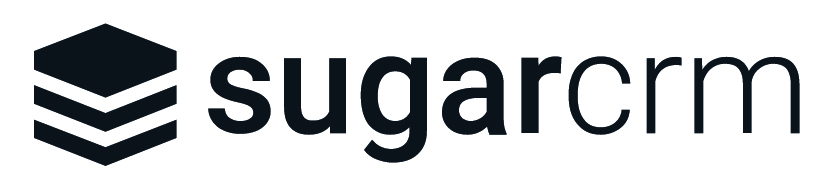
Logo SugarCRM

SugarCRM Inc. – amerykański producent oprogramowania CRM, z siedzibą w Cupertino w Kalifornii.
System oferuje szereg funkcjonalności w zakresie Customer Experience oraz Customer Relationship Management, m.in. kampanie marketingowe, obsługę klienta, automatyzację sił sprzedaży, raportowanie.
SugarCRM oferuje swojego oprogramowanie w formie usługi (SaaS). Od Sugar 7 klienci mogą zdecydować się na korzystanie z produktu lokalnego, Sugar Cloud firmy SugarCRM, jednego z partnerów SugarCRM, lub usług chmury publicznej (takich jak Amazon Web Services, Microsoft Azure, Rackspace Cloud lub IBM SmartCloud).
W lutym 2014 roku SugarCRM ogłosił, że od tego momentu nie będzie już rozwijał SugarCRM Community Edition, czyli wersji Open Source swojego systemu, wolnej od opłat licencyjnych. Informacja ta wywołała silną reakcję społeczności programistów. Od 2014 Sugar CRM Edition jest wspierany jedynie pod kątem naprawy błędów.

## Customer Experience
Customer Experience (CX) to wrażenie, jakie klienci mają na temat marki jako całości we wszystkich aspektach podróży kupującego. Jest to również podejście biznesowe, które zakłada troskę o doświadczenie klienckie w kontakcie z organizacją na każdym etapie zaawansowania wzajemnej relacji.
Jest to rozwinięcie myśli Customer Relationship Management (CRM). Ideą Customer Experience jest śledzenie podróży klienta w procesie zakupowym i docieranie do decydentów z odpowiednim komunikatem na właściwym etapie relacji.
SugarCRM jako jedna z platform CX wypracował własną definicję Customer Experience: Dożywotnie zobowiązanie do zapewnienia naszym klientom wartości i wsparcia, które zapewniają im bezproblemowe doświadczenie.

## Historia
Początek działalności przedsiębiorstwa związany był z projektem oprogramowania otwartego realizowanym w oparciu o darmowy system zarządzania i kontroli projektów SourceForge. Jeden z założycieli, John Roberts nazwę projektu wymyślił podczas wycieczki rowerowej w górach Santa Cruz. Jego górski rower nazywał się Sugar. Roberts wraz z Clintem Oramem i Jacobem Taylorem rozpoczęli pełnoetatową pracę nad projektem w kwietniu 2004 r., a w czerwcu zarejestrowali firmę SugarCRM w Kalifornii. Do 2009 roku funkcję Dyrektora generalnego pełnił John Roberts, Clint Oram był wiceprezesem, a CTO i wiceprezesem ds. inżynierii został Jacob Taylor.
Rozwój filmy już na samym początku był możliwy dzięki inwestycji Josha B. Steina z DFJ, który w czerwcu 2004 roku został członkiem zarządu, inwestując 2 mln dolarów w startup. W październiku 2004 r. firma zdobyła tytuł „Projektu miesiąca” nadawany przez sourceforge.net. Popularność tego projektu pozwoliła firmie pozyskać 86 milionów dolarów kapitału wysokiego ryzyka od Draper Fisher Jurvetson, Walden International, New Enterprise Associates i Goldman Sachs.
W 2006 roku SugarCRM uruchomił SugarCon, konferencję dla klientów, użytkowników i deweloperów Sugar. Od tego czasu stała się doroczną konferencją, która na początku odbywała się w San Francisco Bay Area, ale w 2018 roku konferencja została przeniesiona do Las Vegas.
W czerwcu 2008 roku współzałożyciel Taylor opuścił firmę, a jego stanowisko CTO objął Clint Oram. Rok później, w maju 2009 r., odszedł także John Roberts. Wówczas dyrektorem generalnym został jeden z członków zarządu, Larry Augustin, który wcześnił założył i kierował firma VA Linux, obecnie znanej jako Geeknet.
W czerwcu 2010 roku firma wprowadziła na rynek Sugar 6 – dużą modernizację systemu, podkreślającą łatwość użytkowania i wprowadzającą nowy interfejs w produktach Sugar Professional i Sugar Enterprise. W 2017 r. wprowadzono SugarCRM Hint, nową funkcję, dzięki której jest możliwe automatyczne przeszukiwanie sieci w poszukiwaniu dodatkowych informacji o użytkownikach SugarCRM.
W 2018 r. firma SugarCRM zyskała nowego inwestora – orivate wquity Accel-KKR, która swoją inwestycję opisała jako „dziewięciocyfrową”.
W 2020 roku SugarCRM został umieszczony w gronie lierów rynku CRM w rankingu instytutu Nucleus Research.

## Produkty

### Aktualne produkty SugarCRM
SugarCRM oferuje aktualnie dwa rozwiązania kompleksowej platformy Customer Experience oraz trzy podstawowe oprogramowania, z zakresu różnych dziedzin CX. SugarCRM oferuje także wiele dodatków do podstawowej wersji systemu takie jak Sugar Hint, Sugar Customer Journey, Sugar Discover.

#### Produkty Customer Experience
SugarCRM Inc. aktualnie oferuje kompleksowe oprogramowanie Customer Experience w dwóch wersjach
- Sugar Professional
- Sugar Enterprise

Sugar Enterprise jest rozwiązaniem dla firm, które potrzebują dostosowania kodu systemu do indywidualnych potrzeb oraz preferują hosting na własnych serwerach lub w chmurze partnera wdrożeniowego (nie w chmurze producenta). Jest to rozwiązanie On-Premise.
Sugar Professional do 1 września 2020 roku był dostępny w wersji On-Premise. Aktualnie jest on dostępny wyłącznie w chmurze producenta (Sugar Cloud).

#### Produkty dostępne w Sugar Cloud
Rozwiązania dostępne w chmurze producenta:
- Sugar Market
- Sugar Sell
- Sugar Serve

Sugar Market to aplikacja automatyzująca działania marketingowe, Sugar Sell służy aktywizacji sprzedaży, a Sugar Serve wspomaga działania potransakcyjne i obsługę zgłoszeń.

### Nieaktualne produkty SugarCRM
Wersje, które przestały być rozwijane:
- SugarCRM Community (wolna od opłat licencyjnych)
- SugarCRM Corporate

Każdy z produktów wywodzi się z jednego drzewa kodu źródłowego. Platforma Sugar wykorzystuje takie technologie jak: język PHP, serwer HTTP Apache, możliwe jest wykorzystanie jednego z czterech silników bazodanowych (MySQL, Oracle, SQL Server i DB2). Nie występują ograniczenia odnośnie do systemu operacyjnego, zatem możliwa jest instalacja oprogramowania w środowisku Linux/Unix/Mac OS lub MS Windows.
Funkcjonalność standardowa oprogramowania obejmuje m.in.: kompleksowe zarządzanie sprzedażą i relacjami z klientem, zarządzanie kampaniami marketingowymi, realizacją projektów, obsługą po sprzedażową oraz automatyzację procesów, prognozowanie i zaawansowane raportowanie. Ze względu na otwartość kodu źródłowego system może zostać rozbudowany o dowolną funkcjonalność.

#### Community Edition
Do 2013 roku wraz z płatnymi produktami był wydawany SugarCRM Community Edition, wcześniej zwany jako Sugar Open Source, który był pozbawiony opłat licencyjnych. Ostatnia oficjalna wersja tego produktu to 6.5.
W 2013 roku ogłoszono Sugar 7, lecz ta wersja została wydana jedynie jako płatny produkt hostowany przez SugarCRM. Podczas wydawania 7. wersji SugarCRM, nie ogłoszono aktualizacji wersji społecznościowej. Następnie opublikowano zawiadomienie mówiące, że nie mają planów wydania Sugar 7 w wersji Open Source. W 2018 roku na blogu społecznościowym firmy, pojawił się post głoszący, że projekt Open Source w ramach Community Edition został oficjalnie zakończony.

### Produkty powstałe z kodu SugarCRM Community Edition
- Vtiger CRM, 2004 powstały z SugarCRM V1.0
- SarvCRM, 2012 powstały z SugarCRM Community Edition 5.5.4
- SuiteCRM, 2013 powstały z SugarCRM Community Edition 6.5
- SpiceCRM, 2016 powstały z SugarCRM Community Edition oraz Salesforce
- MintHCM, 2018, system Human Capital Management powstały na podstawie kodu SugarCRM oraz SuiteCRM

## Licencje
SugarCRM początkowo licencjonował Sugar Open Source w ramach Publicznej Licencji SugarCRM (na podstawie Publicznej Licencji Mozilla i Attribution Assurance License). Użytkownicy mogli swobodnie redystrybuować Sugar Open Source, a licencja pozwalała na inspekcję i modyfikację kodu źródłowego oraz tworzenie dzieł pochodnych. Krytycy, w tym Dan Farber, redaktor naczelny CNET, wyrazili pewne zaniepokojenie użyciem terminu „komercyjne oprogramowanie open source” przez SugarCRM, aby opisać swoje produkty.
25 lipca 2007 SugarCRM ogłosił przyjęcie Powszechnej Licencji Publicznej GNU (wersja 3) dla Sugar Community Edition, oferty znanej wcześniej jako Sugar Open Source. Ta licencja weszła w życie wraz z wydaniem Sugar Community Edition 5.0.
11 kwietnia 2010 SugarCRM ogłosił, że począwszy od wersji 6.0.0, Sugar Community Edition będzie licencjonowana na podstawie Powszechnej Licencji Publicznej GNU Affero w wersji 3.
W 2020 r. na stronie SugarCRM można było znaleźć oświadczenie „SugarCRM nie jest rozwiązaniem typu open source”.

## Program partnerski
SugarCRM posiada program partnerski, w ramach którego zewnętrzne firmy uczestniczą w procesie wdrażania systemu.
Partnerzy dzielą się na cztery kategorie:
- reseller
- solution
- ISV
- distribution

Każdy partner SugarCRM otrzymuje oficjalną oznakę partnerstwa, a partnerzy sprzedaży mogą otrzymać oznakę jednego z trzech stopni: Elite, Advanced oraz Authorized Reselling Partner.
W Polsce, jedyną firmą, która uzyskała najwyższą odznakę Elite Reselling Partnera jest firma konsultingowa eVolpe – uzyskała ją w 2020 r.

## Gartner Research
Badania portalu Gartner to jedno z najważniejszych zestawień systemów CRM na świecie. Raport przyjmuje formę Magicznego Kwadratu Gartnera, który jest podzielonym na cztery części schematem. Porządkuje on dostawców oprogramowania dla biznesu ze względu na ich zdolność do finalizacji założeń oraz wypełniania wizji przedsiębiorstwa. Dane ćwiartki nazywają się kolejno: liderzy, wizjonerzy, pretendenci oraz gracze niszowi. Przy pomocy dwóch osi określających zdolność wdrażania własnych pomysłów (ability to execute) oraz skończoność wizji (completeness of vision) określa dojrzałość biznesową dostawców oprogramowania.
SugarCRM w 2020 r. znalazł się w zestawieniu dostawców oprogramowania Sales Force Automation. W Magicznym Kwadracie Gartnera usytuował się na najwyższej pozycji wśród wizjonerów. Na podobnej pozycji znalazł się także w latach 2017, 2016 oraz 2015.